# Cadiac
Cadiac (en francès Cadéac) és un municipi francès situat al departament dels Alts Pirineus i a la regió d'Occitània. Limita al nord amb Àrreu, a l'est amb Lançon, al sud amb Gredian, a l'oest amb Ancida i al nord-oest amb Barrancoèu.

## Demografia
| 1962                                       | 1968 | 1975 | 1982 | 1990 | 1999 | 2006 |
| ------------------------------------------ | ---- | ---- | ---- | ---- | ---- | ---- |
| 223                                        | 181  | 169  | 134  | 161  | 223  | 236  |
| Des de 1962: població sense dobles comptes |      |      |      |      |      |      |

## Administració
| Període | Identitat          | Partit |
| ------- | ------------------ | ------ |
| ?-      | Jean-Louis Anglade |        |